# 폰차
폰차(이탈리아어: Ponza)는 이탈리아 라치오주 라티나도에 위치한 코무네다. 폰치아네 제도의 서쪽에 있는 4개의 섬(폰차 섬, 팔마롤라 섬, 찬노네 섬, 가비 섬)으로 이루어져 있다. 경제는 어업과 여름 관광에 기반을 두고 있다.